# Zone rouge

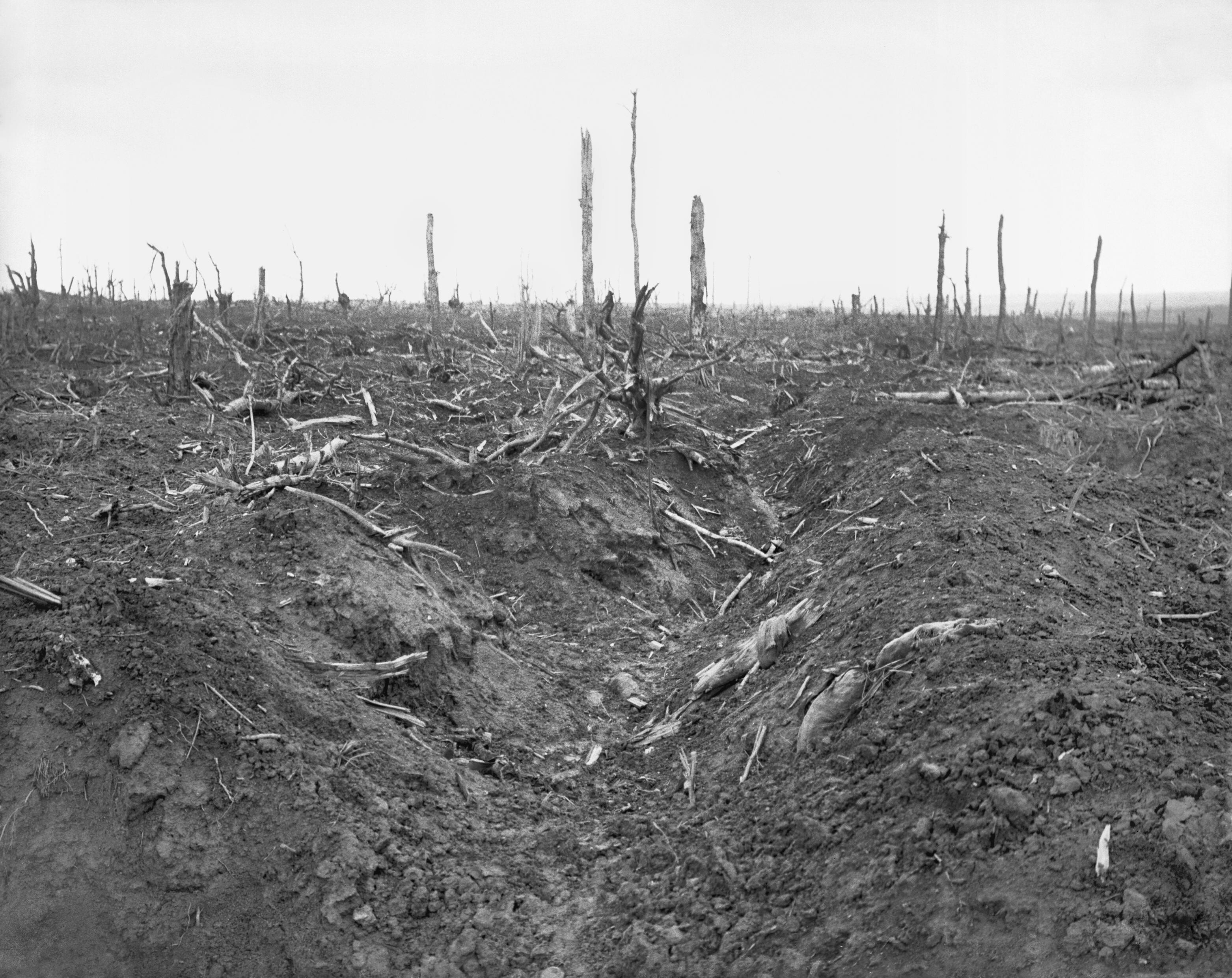
Zniszczony las położony w okolicach Longueval

Na czerwono zone rouge – obszary całkowicie zdewastowane, na żółto obszary silnie zniszczone, na zielono obszary umiarkowanie zniszczone w północno-wschodniej Francji

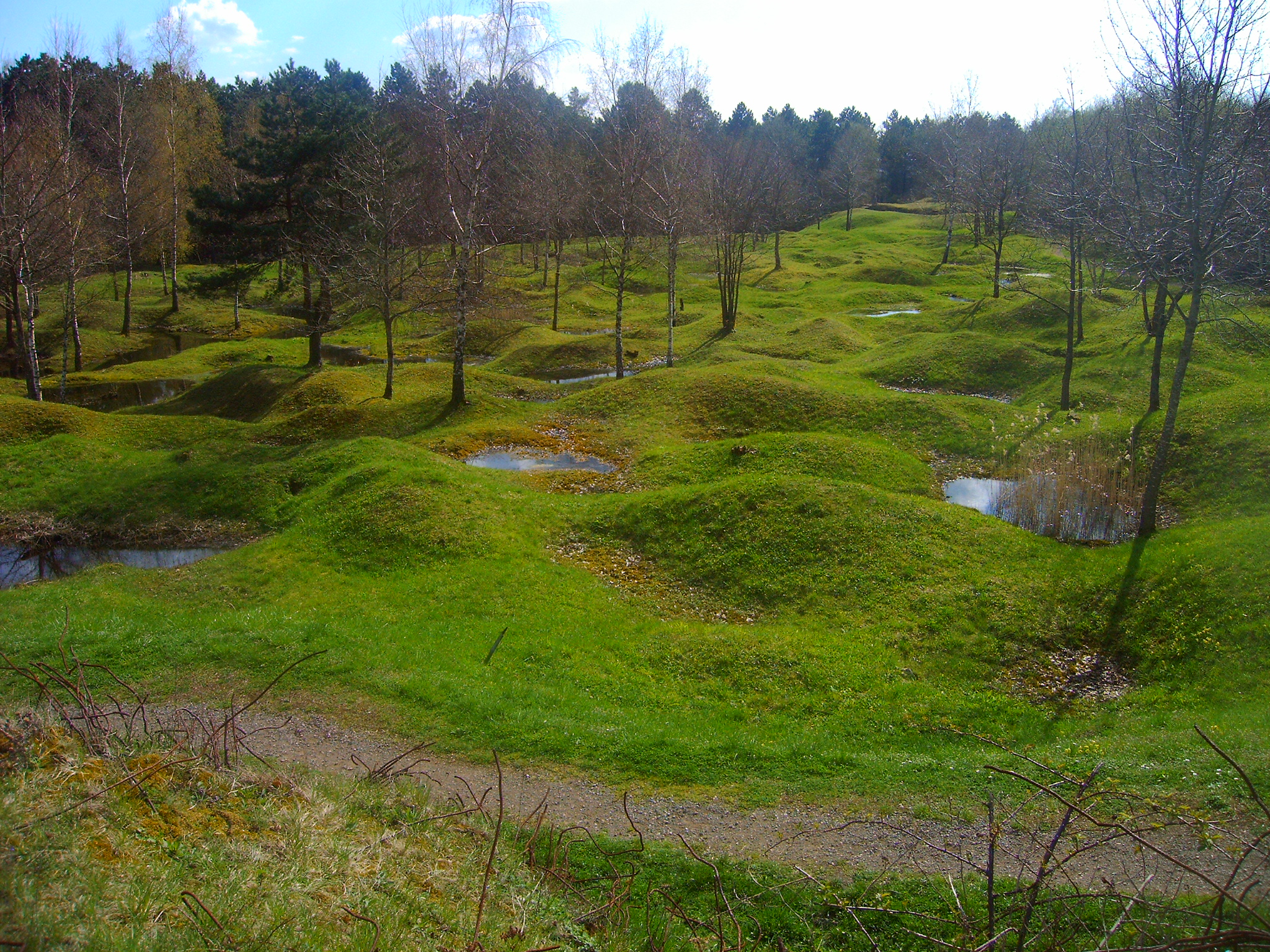
Pole bitwy pod Verdun współcześnie. Liczne kratery po wybuchu pocisków.

Zone rouge (pol. Czerwona strefa) – nazwa strefy w północno-wschodniej Francji o powierzchni około 170 km², która została fizycznie oraz środowiskowo zniszczona podczas I wojny światowej.
Ze względu na fakt, że tereny położone w czerwonej strefie były eksploatowane przez setki tysięcy żołnierzy i zwierząt, a także na fakt znajdowania się tam milionów niewybuchów i zardzewiałej amunicji, rząd Francji zdecydował się po wojnie na wydanie nakazu opuszczenia tych terenów przez ludność. Część zniszczonych i opustoszałych miasteczek nigdy nie otrzymała prawa do ponownego zaludnienia lub odbudowania.
Obecnie pewne restrykcje w czerwonej strefie występują nadal, jednakże obszar objęty ochroną zmniejszył się znacznie na przestrzeni lat. W momencie jej pierwotnego wyznaczenia po wojnie, strefa obejmowała około 1.200 km² terenu.